# 阿爸講的話
《阿爸講的話》，是一部以描寫李玉珍師姊及林福全師兄還有林書桓師兄真實人生電視劇，由陳熙鋒、曾安琪、楊凱琪、吳帆、余采恩、陳妍安(江柔)、胡鴻達、王中皇、吳敏、游耀光、張世賢、許翠雪、陳飛宏、吳沛寧主演，於2014年10月24日在大愛電視台20:00首播。中天娛樂台於2014年10月24日21:00播出。

## 播出時間
以下時間以當地時間（台灣時間）為準

### 首播
| 片名       | 頻道       | 播放日期       | 播放時間                  |
| ---------- | ---------- | -------------- | ------------------------- |
| 阿爸講的話 | 大愛電視台 | 2014年10月24日 | 20:00-20:49播出（無廣告） |
| 阿爸講的話 | 大愛海外台 | 2014年10月24日 | 20:00-21:00播出（含廣告） |
| 阿爸講的話 | 中天娛樂台 | 2014年10月24日 | 21:00-22:00播出（含廣告） |

### 重播
| 片名       | 頻道       | 播放日期       | 播放時間                  |
| ---------- | ---------- | -------------- | ------------------------- |
| 阿爸講的話 | 大愛電視台 | 2014年10月25日 | 23:30-00:19播出（無廣告） |
| 阿爸講的話 | 大愛電視台 | 2014年10月25日 | 03:00-03:49播出（無廣告） |
| 阿爸講的話 | 大愛電視台 | 2014年10月25日 | 16:00-16:49播出（無廣告） |
| 阿爸講的話 | 大愛海外台 | 2014年10月25日 | 02:00-03:00播出（含廣告） |
| 阿爸講的話 | 大愛海外台 | 2014年10月25日 | 09:00-09:49播出（無廣告） |
| 阿爸講的話 | 大愛海外台 | 2014年10月25日 | 11:00-12:00播出（含廣告） |
| 阿爸講的話 | 中天娛樂台 | 2014年10月25日 | 11:00-12:00播出（含廣告） |

### 大愛會客室

#### 首播
| 片名       | 頻道       | 播放日期       | 播放時間        |
| ---------- | ---------- | -------------- | --------------- |
| 大愛會客室 | 大愛海外台 | 2014年10月24日 | 21:00-21:11播出 |
| 大愛會客室 | 大愛電視台 | 2014年10月24日 | 00:19-00:30播出 |
| 大愛會客室 | 大愛海外台 | 2014年10月24日 | 09:49-10:00播出 |

## 演員角色列表

### 主要角色
| 演員   | 角色           | 介紹 |
| 陳熙鋒 | 林福全         | 李玉珍的丈夫，林萬發、水菊的兒子 非常孝順，為幫忙父母家計，小學畢業後就放棄升學。個性實在、勤奮、節儉、上進、自我要求高，從小就很有想法，並且思慮周全，凡事都想得很遠，所以日後水電工程生意很發達。 |
| 陳聖昌 | 林書桓         | 李玉珍的丈夫，林萬發、水菊的兒子 非常孝順，為幫忙父母家計，小學畢業後就放棄升學。個性實在、勤奮、節儉、上進、自我要求高，從小就很有想法，並且思慮周全，凡事都想得很遠，所以日後水電工程生意很發達。 |
| 曾安琪 | 李玉珍         | 林福全的妻子，林萬發、水菊的媳婦 個性孝順、貼心、愛家，不論對娘家或夫家長輩與親戚，都全力照顧。吃苦耐勞、勤儉持家，全心輔助福全發展事業。                                                           |
| 陳飛宏 | 林程澤         | 福全和玉珍的兒子，林萬發、水菊的孫子 |
| 趙柏翰 | 林程澤（少年） | 福全和玉珍的兒子，林萬發、水菊的孫子 |
| 吳沛寧 | 詩坪           | 福全和玉珍的女兒 |
| 鄭伃庭 | 詩坪（少年）   | 福全和玉珍的女兒 |

### 次要角色
| 演員                          | 角色           | 介紹 |
| 吳帆                          | 林萬發         | 福全、美枝、福生、福文、美玉、美英父親。                                                                                                 |
| 楊凱琪                        | 水菊           | 福全、美枝、福生、福文、美玉、美英母親。                                                                                                 |
| 游耀光                        | 李父           | 玉珍、玉蓮父親。年輕時到日本留學，後來做農，但仍兼做鎮公所文書，溫文儒雅，對子女教育十分重視，也十分疼愛子女。                           |
| 吳敏                          | 李母           | 玉珍、玉蓮母親。 |
| 周欣                          | 林美玉         | 福全小妹。 |
| 劉濟民                        | 水進           | 美枝丈夫。 |
| 周岑頤                        | 林美枝         | 福全大姊。愛家，從小為了家計放棄學業。出嫁後，因為丈夫不是萬發欣賞的女婿，多年不能回娘家，但個性孝順、堅忍，最後終於取得萬發的諒解。     |
| 胡鴻達                        | 林福生         | 福全大哥。孝順愛家，所以努力奮鬥，不到三十歲就事業發達。具藝術家個性、又對朋友十分信任，因此後來投資連連失敗。                           |
| 陳妍安                        | 秀敏           | 福全大嫂。孝順賢淑，對公婆與福生的兄弟姊妹都很好；精明內斂，幫福生的本行經營得很好，因此深受福生家人敬愛。                               |
| 許定南                        | 冠廷           | 福生和秀敏的獨生子 |
| 廖柏翔                        | 冠廷（少年）   | 福生和秀敏的獨生子 |
| 許翠雪                        | 林美英         | 福全二姊。能幹，從小為養家而在養雞場工作，是老闆的得力助手。個性活潑、樂觀，深得家人與老闆喜愛。                                         |
| 方大緯                        | 林福文         | 福全弟弟。兄弟姊妹中學歷最高，高工畢業，但因為幼時沒吃過苦，長大後變得無法吃苦，做事沒定性、好高騖遠。個性十分孝順、單純、熱情、好相處。 |
| 錢多安                        | 金月           | 福文老婆 |
| 余采恩                        | 李玉蓮         | 乃仁母親 |
| 張世賢                        | 許乃仁         | 玉蓮的兒子。幼時乖巧，但國中時遭到霸凌，後來加入幫派逞兇鬥狠，令玉蓮十分擔心。幸好有福全和玉珍輔導，才轉回正途。                         |
| 李富群                        | 許乃仁（少年） | 玉蓮的兒子。幼時乖巧，但國中時遭到霸凌，後來加入幫派逞兇鬥狠，令玉蓮十分擔心。幸好有福全和玉珍輔導，才轉回正途。                         |
| 王中皇                        | 許董           | |
| 班鐵翔                        | 鄭老師         | |
| 宣宣                          |                | |
| 吳朝駿                        | 賴桑           | |
| 丫子                          | 阿霞           | 福全和玉珍的公司前會計 |
| 李玉珍                        | 秀娟           | |
| 李國禎                        | 阿茂           | |
| 蔡聖偉                        | 阿榮師傅       | |
| 朱芊羽 （页面存档备份，存于） | 淑霞           | 在福全和玉珍的公司當會計。 |
|                               | 陳桑           | |
| 朱永德                        | 游老闆         | |
| 吳世陽                        |                | |

### 客串演出
| 演員   | 角色       | 介紹             |
| 林福全 |            |                  |
| 林銀村 | 陳董       |                  |
| 邱子芯 | 曉玲       |                  |
| 林玉紫 | 阿蕊       |                  |
| 周欣欣 | 美玉       |                  |
| 周辰達 | 補習班主任 | 是乃仁補習的地方 |
| 丁漢忠 | 老陳       |                  |
| 李玉珍 | 秀娟       |                  |
| 李阿徹 | 三哥       |                  |
| 曾世朋 |            |                  |

### 大愛會客室名單
| 集數   | 日期           | 來賓                           |
| 第1集  | 2014年10月24日 | 楊凱琪、吳帆、李鵬、龐宜安     |
| 第2集  | 2014年10月25日 | 林福全、吳帆、周岑頤           |
| 第3集  | 2014年10月26日 | 林福全、吳帆、周岑頤           |
| 第4集  | 2014年10月27日 | 林福全、吳帆                   |
| 第5集  | 2014年10月28日 | 林福全、楊凱琪                 |
| 第6集  | 2014年10月29日 | 林福全、李玉珍                 |
| 第7集  | 2014年10月30日 | 林福全、李玉珍                 |
| 第8集  | 2014年10月31日 | 林福全、林福生                 |
| 第9集  | 2014年11月1日  | 楊凱琪、李玉珍                 |
| 第10集 | 2014年11月2日  | 林福全、李玉珍                 |
| 第11集 | 2014年11月3日  | 林福全、吳帆、楊凱琪           |
| 第12集 | 2014年11月4日  | 林福全、吳帆、楊凱琪           |
| 第13集 | 2014年11月5日  | 林福全、李玉珍                 |
| 第14集 | 2014年11月6日  | 林福全、李玉珍                 |
| 第15集 | 2014年11月7日  | 陳妍安、楊凱琪                 |
| 第16集 | 2014年11月8日  | 林福全、李玉珍                 |
| 第17集 | 2014年11月9日  | 林福全、林美枝、林美英         |
| 第18集 | 2014年11月10日 | 李玉珍、李玉蓮                 |
| 第19集 | 2014年11月11日 | 陳熙鋒、曾安琪                 |
| 第20集 | 2014年11月12日 | 林詩坪、林埕澤                 |
| 第21集 | 2014年11月13日 | 林詩坪、林埕澤                 |
| 第22集 | 2014年11月14日 | 林福全、李玉珍、林福生         |
| 第23集 | 2014年11月15日 | 林福全、李玉珍                 |
| 第24集 | 2014年11月16日 | 林福全、李玉珍                 |
| 第25集 | 2014年11月17日 | 陳熙鋒、陳姸安                 |
| 第26集 | 2014年11月18日 | 林福全、林福生、林福文         |
| 第27集 | 2014年11月19日 | 陳熙鋒、曾安琪                 |
| 第28集 | 2014年11月20日 | 林福全、曾安琪、林福生         |
| 第29集 | 2014年11月21日 | 楊凱琪、曾安琪                 |
| 第30集 | 2014年11月22日 | 陳熙鋒、曾安琪、楊凱琪         |
| 第31集 | 2014年11月23日 | 陳熙鋒、曾安琪、楊凱琪         |
| 第32集 | 2014年11月24日 | 李玉珍、李玉蓮、許乃仁         |
| 第33集 | 2014年11月25日 | 陳熙鋒、張世賢、陳飛宏         |
| 第34集 | 2014年11月26日 | 林福全、林美英、林美枝         |
| 第35集 | 2014年11月27日 | 林福全、李玉珍、許乃仁         |
| 第36集 | 2014年11月28日 | 林福全、李玉珍、許乃仁         |
| 第37集 | 2014年11月29日 | 林福全、李玉蓮、許乃仁         |
| 第38集 | 2014年11月30日 | 林福全、李玉珍、林詩坪         |
| 第39集 | 2014年12月1日  | 林福全、林福生、林福文         |
| 第40集 | 2014年12月2日  | 林福全、李玉珍、林詩坪、林程澤 |

## 戲中歌曲
| 曲別   | 歌名          | 演唱者 | 作詞 | 作曲   | 編曲   | 製作人 | 合聲                 |
| 片頭曲 | 阿爸講的話    | 王中平 | 十方 | 季海山 | 戴維雄 | 曹俊鴻 | 謝佩吟、巫雨白       |
| 片尾曲 | 在彼此左右 話 | 琇琴   | 十方 | 何思穎 | 戴維雄 | 曹俊鴻 | 謝佩吟、琇琴、巫雨白 |

## 製作團隊
- 導演：龍冠武
- 監製：龐宜安
- 編審：曾橞菁
- 總策劃：賈玉華
- 策劃：王儷芬
- 製作行政：
- 助理編審：陳雅芬
- 顧問：林福全、李玉珍
- 製作人：李鵬
- 編劇：梁明智、劉宵蘭
- 企劃：翁詩閔、魏鳳萱
- 片頭題字：陳鏗元

## 外部連結
- 大愛劇場官方Facebook （页面存档备份，存于）

| 大愛電視台 週一至週日 20:00-20:49            | 大愛電視台 週一至週日 20:00-20:49            | 大愛電視台 週一至週日 20:00-20:49 |
| -------------------------------------------- | -------------------------------------------- | --------------------------------- |
|                                              | 阿爸講的話 （2014年10月24日－2014年12月2日） |                                   |
| 光合一加一 （2014年9月14日－2014年10月23日） | 河畔卿卿 （2014年12月3日－2015年1月11日）    |                                   |

| 中天娛樂台 週一至週日 21:00-22:00            | 中天娛樂台 週一至週日 21:00-22:00            | 中天娛樂台 週一至週日 21:00-22:00 |
| -------------------------------------------- | -------------------------------------------- | --------------------------------- |
|                                              | 阿爸講的話 （2014年10月24日－2014年12月2日） |                                   |
| 光合一加一 （2014年9月14日－2014年10月23日） | 河畔卿卿 （2014年12月3日－2015年1月11日）    |                                   |